# Ouassou (Guinée)
Ne doit pas être confondu avec Ouassou.
Ouassou (ou Wassou) est une ville à l'ouest de la Guinée. Cette sous-préfecture dépend de la préfecture de Dubréka, dans la Région de Kindia.

## Population
En 2016, la localité comptait 16 734 habitants.